# Rosita Ferrer
Rosa Ferrer Gracia (Barcelona, 29 de agosto de 1935), conocida artísticamente como Rosita Ferrer, es una cantante y autora de copla española.

## Trayectoria artística
Nacida en la calle de la Diputación, número 10 de Barcelona. Su padre violinista valenciano, su madre era de Peralta de la Sal (Huesca), pueblo en el que pasaba los veranos de su niñez. Un tío suyo, residente en Gandía, era escritor de comedias. Su pasión por la copla nació viendo actuar en el Teatro Poliorama a artistas como Juana Reina, Concha Piquer o Lola Flores. Inició su trayectoria en la canción en los llamados “Nidos de arte” (Caus d'art) del Paralelo barcelonés y cantando en Radio Barcelona, más tarde conocería al poeta Rafael de León y recibiría lecciones del maestro Quiroga en la escuela que el músico tenía en Barcelona. Posteriormente fue a Madrid y Bobby Deglané, en su programa radiofónico "Cabalgata Fin de Semana", la haría popular en España. La fama le llega con el tema "Sierra de Luna" del maestro Francisco de Val, con el que conseguiría un contrato con la discográfica "La Voz de su Amo" y con "Tú eres mi marío" de Quintero, León y Quiroga.
De su manera de cantar destaca la elegancia en la interpretación y la dicción clara de su repertorio de coplas. La Ferrer participó en giras con las compañías de Paco Martínez Soria, Antonio Machín y Miguel Gila. Para la artista, grato recuerdo tiene el éxito de la comedia musical con su versión moderna de "Morena clara" (autores A. Quintero y P. Guillén, con canciones de Quintero, León y M. Gordillo), con Pilar de Oro y Alfredo Gil. En 1957 volvería a Barcelona en el espectáculo "Teatro Eldorado (El alma del cuplé)" junto a La Bella Dorita en el Teatro Romea. En 1959 participa en el Festival de la Canción Mediterránea junto a Juan Barberá, interpretando el tema "Les velles places de Barcelona", quedando en octava posición. En 1969 presenta el espectáculo "Pasodoble" junto a una joven Rocío Jurado en el Teatro de la Zarzuela de Madrid. Raphael cantó el tema de su autoría "Un hombre vendrá" (1967), con música de su entonces marido el compositor y pianista italiano Pino Pugliese.
Cuando se casó en 1964 con el compositor y pianista Pino Pugliese, al cual tenía contratado el padre de Rosita. Con el que estuvo casada 12 años, estableció su residencia en Madrid, donde en 1997 creó una Escuela de Canto e Interpretación, también trabajó como actriz de doblaje. En 2007 el ayuntamiento de Roquetas de Mar (Almería) le rinde tributo con una avenida por la canción que le dedicó a la ciudad andaluza, compuesta por ella: "Roquetas de Mar". En Roquetas siempre veraneaba de adulta y poseía su segunda residencia. En 2008 el ayuntamiento de Sierra de Luna (Zaragoza) le dedica un parque, por haber cantado el tema "Sierra de Luna". En 2019, la localidad de Peralta de la Sal (Huesca) donde nació su madre le dedica un homenaje.
Actualmente y ya retirada del ajetreado mundo artístico, está inmersa en la enseñanza a jóvenes promesas, pues posee una escuela de canto e interpretación en Madrid, compaginándolo con su otra faceta artística que es la de autora de canciones y poemas. Algunas de sus composiciones musicales son Roquetas de Mar o Rafael de Paula.

## Discografía[11]

### SG y EP
- 1958 EP El capote de paseo - Besos fríos - Mi tonadilla - Alma y vida
- 1959 EP Suspiros de España - Dos caras - Estoy sola - Sierra de Luna
- 1959 EP Doña Isabel de Solís - Cariño motorizado - Pepe Alegría - Coplas del vinatero
- 1961 SG Mi reloj se ha parado - Canción de acordeón
- 1961 SG Palabra de marinero - Torero de España
- 1961 EP Moliendo café - Palabras de amor (Tous les mots d'amour) - A tu vera - Ojos ausentes
- 1961 EP Sucu sucu - Todo el amor del mundo - Aquella rosa (Spanish Harlem) - Padre nuestro
- 1961 EP En tu calle sin salida - Reja de mi "soledá" - Torero de España - El pícaro maño
- 1962 EP Lola Veleta - El porompompero - Melocotón - La bamba alegre
- 1963 EP Cuando brilla la luna - Que me pille el toro - Una lección - Por ser mujer
- 1963 EP Hava Naguila - Bailando así - Bailando con Pepe - Una prórroga
- 1964 EP El Cordobés - Sierra Morena - Los mesones de Madrid - Adiós mi verde hogar (S'il fallait tout donner)
- 1965 EP Si yo hubiera sido... - Dime tú por qué - Tus manos - Que boni, que bonito
- 1966 EP Nosotros dos - Noche de relámpagos - Sin luna - Homenaje a un torero
- 1967 SG Tú eres mi marido - Canción de Olé
- 1967 SG Con divisa verde y oro - La señorita del Acueducto
- 1971 SG Descalzos por el parque - Nuestra canción
- 1972 SG La mujer del marinero - Triste primavera
- 1988 SG Homenaje a los Tres Grandes (Y sin embargo te quiero - No me quieras tanto - La Zarzamora) por Quintero, León y Quiroga - No sabrás nunca

### Discos de Larga Duración (LP)
- 1972 Sierra de Luna
- 1972 El Cordobés
- 1973 Moliendo café
- 1987 Flor de invernadero
- 1995 Amor a los 50
- 1995 Canta a Lady Di